# Marco Roccati
Marco Roccati (Pinerolo, 1º luglio 1975) è un allenatore di calcio ed ex calciatore italiano, di ruolo portiere, preparatore dei portieri della nazionale Under-15 italiana e della nazionale Under-20 italiana.

## Carriera
Dopo essere cresciuto nei vivai di Nizza Millefonti e Torino, viene ceduto alle giovanili del Ravenna e da qui girato nel 1995 alla prima squadra del Forlì, in Serie C2, dove nonostante la giovane età s'impone titolare. Ritorna a Ravenna l'anno successivo, in Serie B, disputando le ultime due partite di campionato.
Nella stagione 1997-1998, arrivato in Serie A grazie all'Empoli, trova come compagni di reparto Angelo Pagotto (poi ceduto a stagione in corso) e Aleksandar Kocić. All'esordio da titolare contro la Lazio para un calcio di rigore a Giuseppe Signori, contribuendo alla vittoria della squadra toscana; anche traendo vantaggio dai guai fisici del titolare designato Kocić, Roccati mantiene le chiavi della porta empolese per quasi tutta la stagione, che per il club si concretizza in una salvezza.
L'annata successiva il suo cartellino è acquisito dal Bologna, che dopo poche giornate di campionato lo gira al Perugia, sempre in massima serie: qui ritrova Pagotto, con cui entra in competizione per la maglia da titolare. Con gli umbri Roccati gioca una decina di gare, tuttavia né lui né il rivale riescono a convincere l'ambiente, sicché nel girone di ritorno entrambi devono cedere il posto al neoacquisto Andrea Mazzantini.
Per la stagione 1999-2000 approda così alla Pistoiese, in Serie B, disputando tuttavia solo 5 partite. Nell'estate 2000 torna inizialmente a Bologna, salvo poi trasferirsi al Dundee, nel campionato scozzese, dove ritrova una buona continuità d'impiego con 19 gare. Da qui in poi la sua carriera è fatta di tanta panchina, dapprima al Napoli e poi all'Ancona; anche nel periodo alla Fiorentina vede raramente il campo, mettendo a referto solo 3 incontri di campionato.
Scende così di categoria accettando per la stagione 2006-2007 l'offerta dei piemontesi dell'Ivrea, in Serie C1, prima di trasferirsi a gennaio al Gallipoli. L'annata successiva ritorna invece in Piemonte, accasandosi alla Canavese con cui disputa 9 partite del campionato di Serie C2.

## Palmarès
- Coppa Intertoto UEFA: 1

Bologna: 1998